# Instituto Superior para as Tecnologias da Informação e Comunicação
O Instituto Superior para as Tecnologias da Informação e Comunicação (ISUTIC) é uma instituição de ensino superior pública angolana, sediada no distrito de Rangel, município de Luanda. É vinculado a Universidade de Luanda.
A instituição surgiu no bojo das reformas do ensino superior nacional, ocorridas em 2008/2009.

## Histórico
O ISUTIC surgiu da necessidade de se criar uma carreira profissional tecnológica no ensino superior nacional, já que esta era voltada somente para o perfil acadêmico. Assim, em 2004, o Ministério de Telecomunicações e Tecnologias da Informação (MTTI) solicitou assistência à União Internacional de Telecomunicações (UIT) para analisar a viabilidade da criação de uma instituição de formação profissional de nível superior, de suporte à escola de nível médio-técnico Instituto de Telecomunicações (ITEL).
Em 2006 a UIT divulgou seu relatório ao MTTI sobre o setor tecnológico em Angola. A partir deste relatório, em 2008 foi publicado um estudo de endosso que deu suporte à criação do "Documento de Projecto" (ProDoc) e de um comitê de estudos e instalação. Este comitê era composto por professores da Universidade Agostinho Neto, técnicos de empresas privadas de telecomunicações, entidades do Ministério da Educação Superior e do MTTI, além de representantes do Instituto Nacional de Telecomunicações (Brasil). Todas esses profissionais e instituições se desdobraram a adaptar o ProDoc, gerando o ProDoc 2.3.1, que foi o documento básico gerador da nova instituição.
Em 2009, por meio do decreto-lei n.° 7/09, de 12 de maio, aprovado pelo Conselho de Ministros, surge o Instituto Superior para as Tecnologias da Informação e Comunicação. Foi oficialmente inaugurado em 29 de agosto de 2012, iniciando suas atividades em 18 de março de 2013.
Pelo decreto presidencial nº 285, de 29 de outubro de 2020 — que reorganiza a Rede de Instituições de Ensino Superior Pública de Angoala (RIPES) —, a referida instituição foi integrada a recém-formada Universidade de Luanda (UniLuanda).

## Oferta formativa
O ISUTIC tinha, em 2018, as seguintes ofertas formativas a nível de licenciatura:

### Licenciaturas
As licenciaturas ofertadas são:
- Engenharia Informática;
- Engenharia de Telecomunicações.